# Christopher Dean

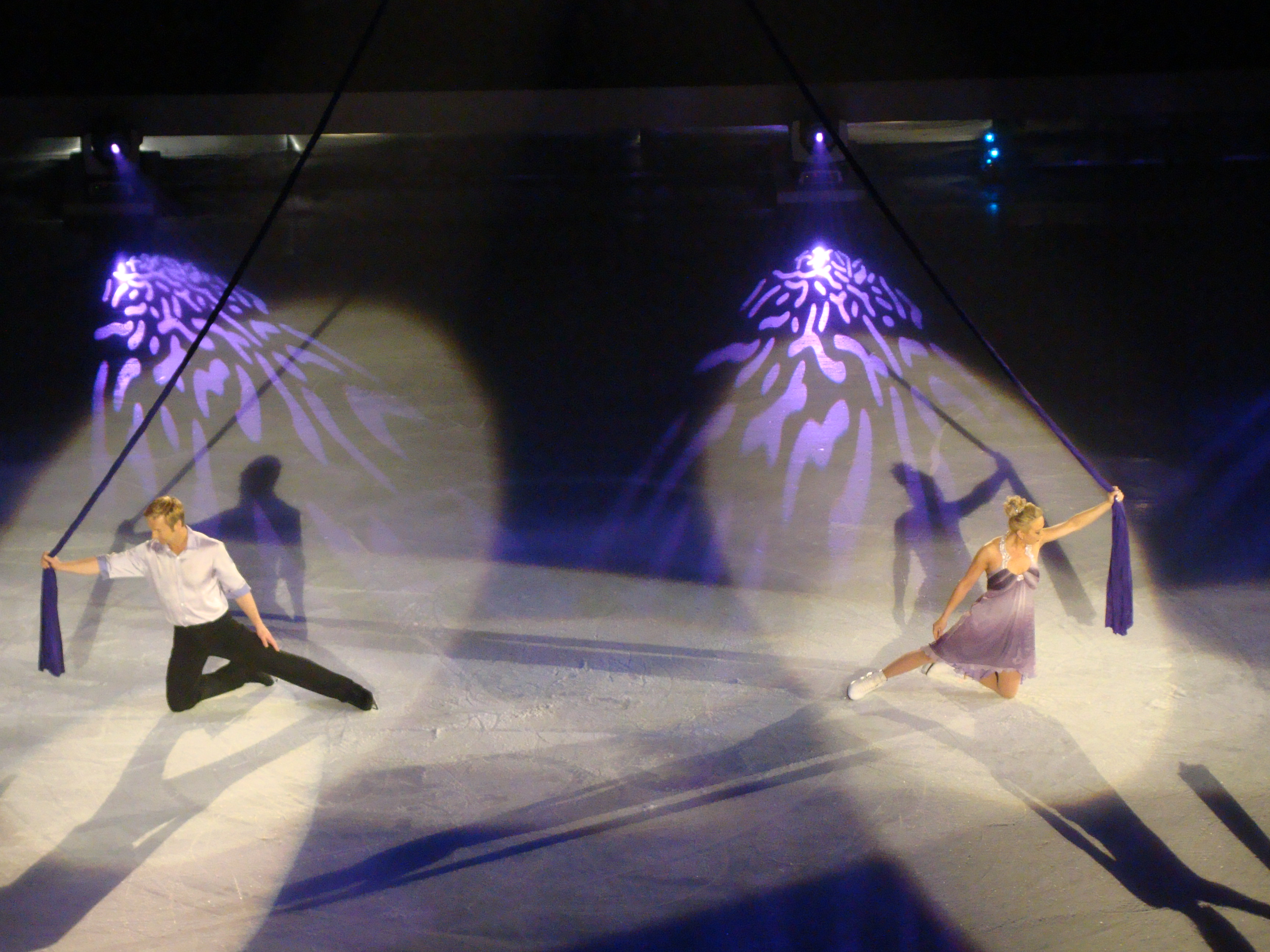
Jayne Torvillová a Christopher Dean v dubnu 2010

Christopher Dean (* 28. července 1958 Calverton) je britský krasobruslař, který vytvořil pár s Jayne Torvillovou. Dvojice zásadně ovlivnila vývoj disciplíny tanců na ledě. Získali olympijské zlato v roce 1984.
Pár vznikl v roce 1975, na olympiádě 1980 skončil na pátém místě. Jejich trenérkou byla Betty Callawayová. V následujícím meziolympijském období vyhráli Torvillová s Deanem třikrát mistrovství Evropy a čtyřikrát mistrovství světa.
Na Olympiádě v Sarajevu v roce 1984 vyhráli díky svému volnému tanci na píseň Bolero Maurice Ravela, za který dostali jako jediní v dějinách krasobruslení od všech devíti rozhodčích nejvyšší známku 6,0 za umělecký dojem. Na zahajovacím ceremoniálu byl vlajkonošem britské výpravy. Po olympiádě přestoupili k profesionálům, v roce 1993 oznámili návrat k závodění, vyhráli mistrovství Evropy 1994 a skočili třetí na lillehammerské olympiádě.
Jsou držiteli Řádu britského impéria a členy krasobruslařské Síně slávy.